# Vibracellina mediterranea
Vibracellina mediterranea is een mosdiertjessoort uit de familie van de Cupuladriidae. De wetenschappelijke naam van de soort is voor het eerst geldig gepubliceerd in 1939 door O'Donoghue & de Watteville.